# Carlos Max Viale Paz
Carlos Max Viale Paz ( Buenos Aires, Argentina, 18 de noviembre de 1891 – ídem. 11  de febrero de 1934 fue un periodista crítico de cine y teatro, dramaturgo y  escritor.

## Actividad profesional
Alrededor de 1908 fundó el periódico Ecos Teatrales y dos años después el Teatro Gráfico, ambos de vida efímera. Hizo crítica de teatro en el diario La República y desde 1925 a 1933 en La Nación.
Su producción más importante fue dentro del género de la novela histórica ambientada en la época de Juan Manuel de Rosas, en muchos casos en colaboración con Enrique Rando, Héctor Pedro Blomberg, Vicente Retta, Emilio Paredes, y su hermano Julio César Viale Paz; algunas de las piezas son La sangre de las guitarras, La pulpera de Santa Lucía, La mulata del Restaurador, El niño Juancito Rosas, El resplandor de las lanzas, El rey de los Judíos, La daga de los cantores, Lo que hace falta, Nubes de paso, La campana florida, Un porteño, Los caminos de la Historia y Cuentan su vida los teatros porteños, entre otras.
En 1932 la obra La sangre de las guitarras que escribiera junto a Vicente G. Retta con música de Constantino Gaito fue representada en el Teatro Colón de Buenos Aires.
En 1933 por Radio Belgrano a la tarde y por Radio Porteña a la noche se transmitió con el título de Bajo la Santa Federación lo que fue, tal vez, la mejor expresión de la novela histórica. Narraciones que se ubican “con cierta perspectiva revisionista en la época del gobierno de Juan Manuel de Rosas escritas por Viale Paz y Héctor Pedro Blomberg y coloreadas con canciones que en general eran de autoría  este último. Dice Eduardo Romano de las letras de Blomberg:

”Si algunas exaltan los sufrimientos de los opositores al Restaurador como La Serenata del unitario o La campana de San Telmo, otras brindan una simpática imagen de los partidarios de Rosas, como La pulpera de Santa Lucía o La Mazorquera de Monserrat.”

En 1933 dejó la crítica y se hizo cargo de la dirección artística de la compañía de Olinda Bozán, tarea en la cual se encontraba al fallecer.
El estilo El lazo de tu cariño con música de Juan Feliú, de 1923, fue posiblemente su primera canción. Otras canciones las escribió para ser incluidas en sus obras como por ejemplo La virgen del perdón, que fue cantada en 1929 con gran éxito por Libertad Lamarque en el Teatro Nacional en la obra La sangre de las guitarras.
Su tango Aquel cuartito de la pensión, con música de Raúl de los Hoyos, obtuvo primer premio en un concurso que realizó el Círculo de la Prensa en el año 1926 y, al igual que la anterior, fue grabada por Carlos Gardel.
Carlos Max Viale Paz falleció en Buenos Aires el 11  de febrero de 1934.   

## Filmografía
Guionista
- Bajo la santa Federación (1934)
- La sangre de las guitarras (1934)

Autor
- Bajo la santa Federación (1934)

## Obras registradas a su nombre en SADAIC
Las obras registradas en SADAIC a nombre de Viale Paz son las siguientes:
- Aquel cuartito de la pensión (1940) en colaboración con Raúl Joaquuín de los Hoyos
- Bajo la santa Federación (1941) en colaboración con Héctor Pedro Blomberg y Salvador Merico
- La sangre de las guitarras (1933) en colaboración con Constantino Gaito
- La virgen del perdón (1940) en colaboración con Vicente G. Retta y Carlos Vicente Geroni Flores
- Mascarón de proa (1940) en colaboración con Carlos Vicente Geroni Flores y Vicente G. Retta.